# マレック・ヴァルチェフスキ
マレック・ヴァルチェフスキ（Marek Walczewski、1937年4月9日 – 2009年5月26日）は、ポーランドのクラクフ出身の俳優。妻は女優のマウゴジャータ・ニエミルスカ(pl:Małgorzata Niemirska)。

## 生涯
1963年に映画『パサジェルカ』でデビュー、以後55本の映画で演じている他、テレビ番組などにも出演を果たしている。
2004年にアルツハイマー型認知症のために映画などの出演から退いた。
2009年5月26日、ポーランドのワルシャワにて死去。

## 主な出演作品
- パサジェルカPasażerka (1963)
- 婚礼Wesele (1973)
- 罪物語Story of Sin Dzieje grzechu (1976)